# 샬랴구

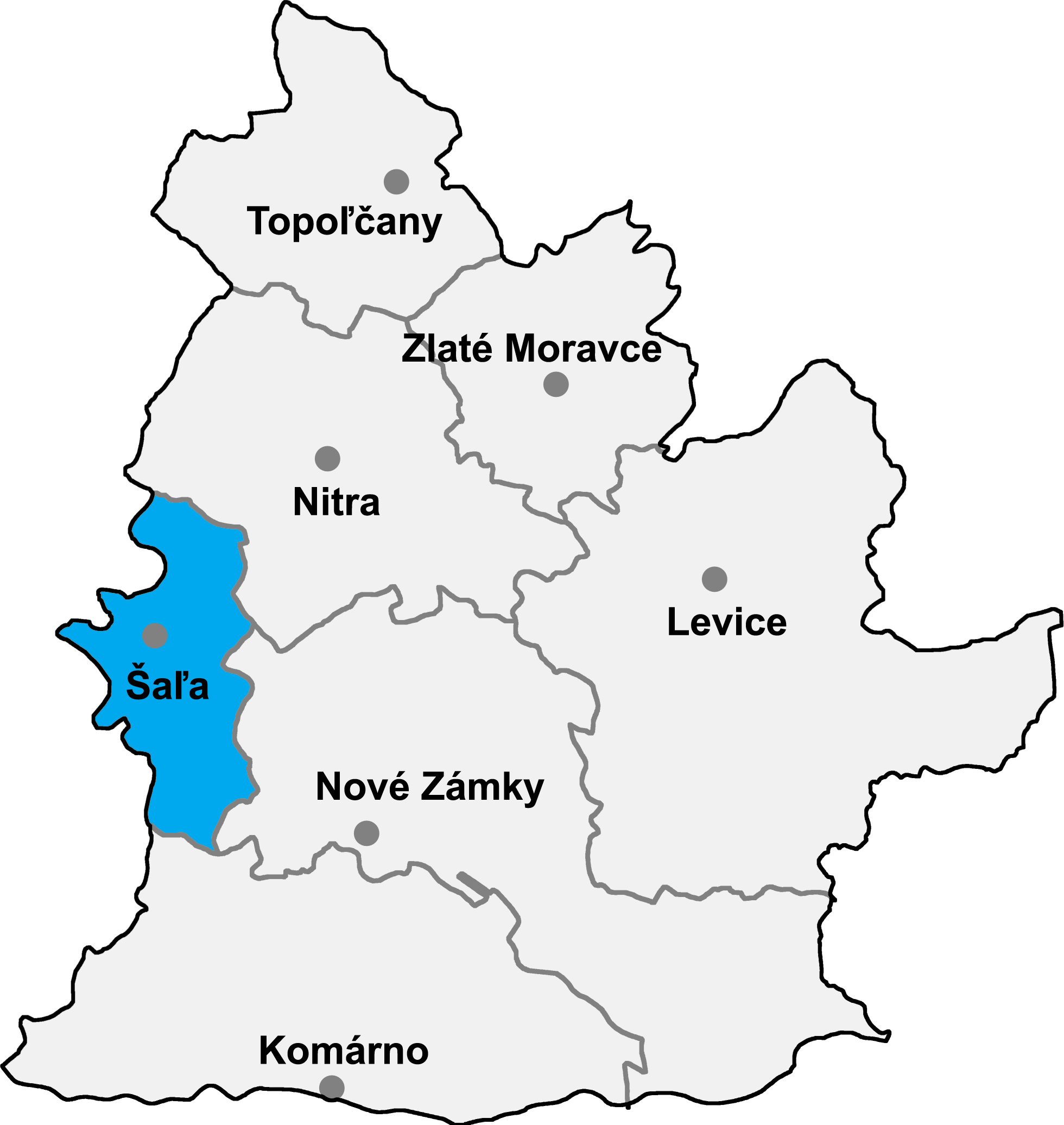
샬랴구의 위치

샬랴구(슬로바키아어: Okres Šaľa)는 슬로바키아 니트라주를 구성하는 7개 구 가운데 하나로 행정 중심지는 샬랴이며 면적은 355.9km2, 인구는 52,780명(2014년 기준), 인구 밀도는 148.3명/km2이다.
니트라주 서부에 위치하며 13개 지방 자치체(1개 시, 12개 마을)를 관할한다. 북쪽으로는 니트라구, 동쪽으로는 노베잠키구, 남쪽으로는 코마르노구, 서쪽으로는 트르나바주 갈란타구와 접한다.